# شهرستان وین (پنسیلوانیا)
شهرستان وین، پنسیلوانیا (به انگلیسی: Wayne County, Pennsylvania) شهرستانی در ایالات متحده آمریکا است که در پنسیلوانیا واقع شده‌است.

## خصوصیات
شهرستان وین ۱٬۹۴۵٫۰۹ کیلومترمربع مساحت دارد.